# Geneva (Pensilvânia)
Geneva é uma Região censo-designada localizada no estado norte-americano de Pensilvânia, no Condado de Crawford.

## Demografia
Segundo o censo norte-americano de 2000, a sua população era de 115 habitantes.

## Geografia
De acordo com o United States Census Bureau tem uma área de
0,6 km², dos quais 0,6 km² cobertos por terra e 0,0 km² cobertos por água. Geneva localiza-se a aproximadamente 344 m acima do nível do mar.

## Localidades na vizinhança
O diagrama seguinte representa as localidades num raio de 12 km ao redor de Geneva.